# Colpi in aria
Colpi in aria è un album in studio del rapper italiano Mista e del DJ italiano Shocca, pubblicato nel 2001 dalla Vibrarecords.

## Il disco
Contiene 11 brani, tutti prodotti da Shocca. Oltre a Mista, le parti vocali sono state curate da Frank Siciliano (Colpi in aria e Si sa), Abbey (Abbey Skit), Giancarlo Gentilini (La città è nostra) e DJ Dabito (The Banfator).

## Tracce
1. Intro – 0:50
2. Lo faccio marcio – 3:54
3. 3 motivi – 4:40
4. Colpi in aria (feat. Frank Siciliano) – 3:57
5. Abbey Skit – 3:09
6. La città è nostra (feat. Giancarlo Gentilini) – 3:55
7. The Banfator (feat. DJ Dabito) – 1:25
8. Si sa (feat. Frank Siciliano) – 3:47
9. M.I.S.T.A. – 3:14
10. Luciana – 3:28
11. Arrivo massivo – 3:40